# Amoklauf von Örebro

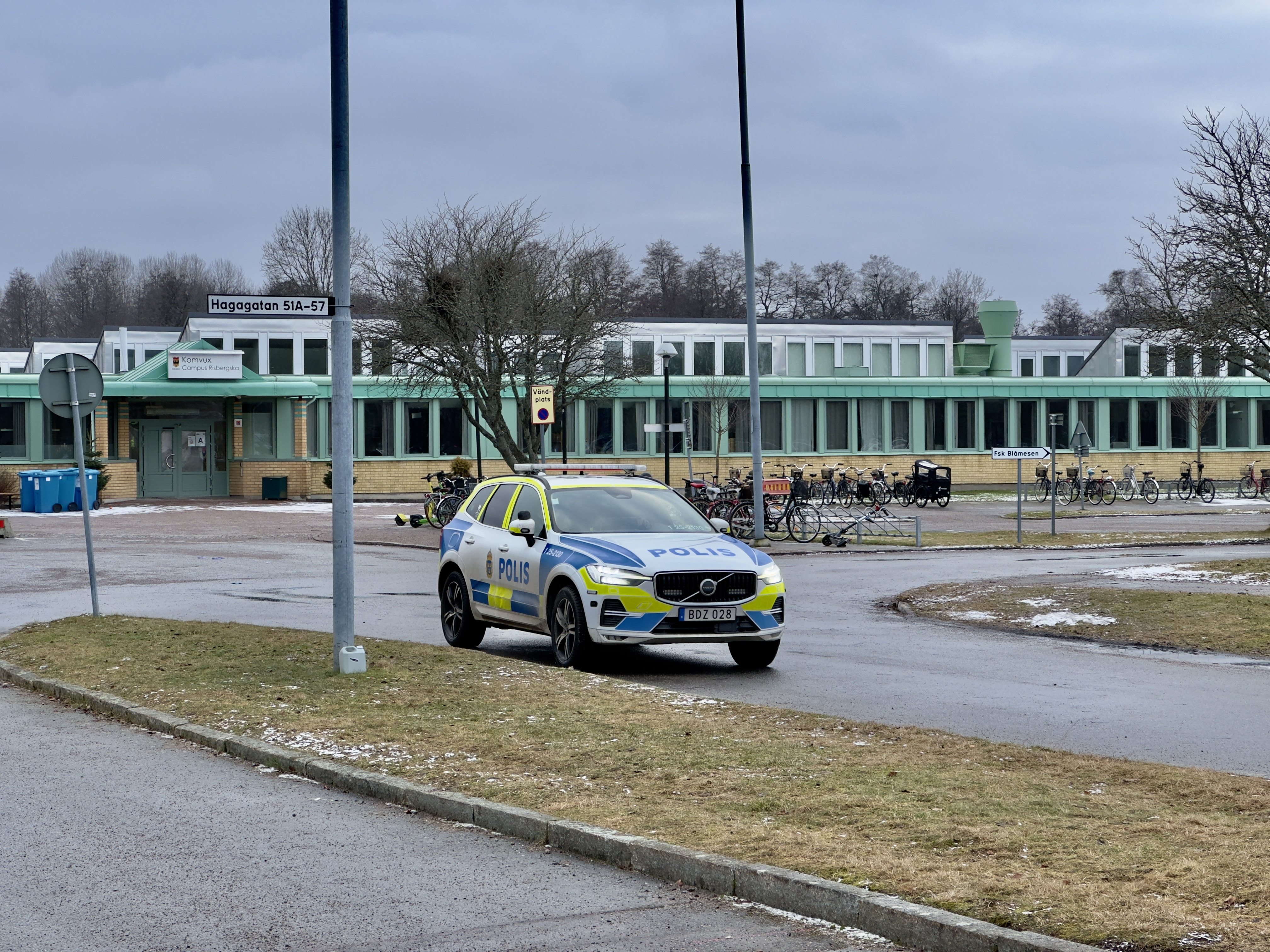
Polizeifahrzeug vor Gebäuden des Campus Risbergska nach dem Amoklauf

Der Amoklauf von Örebro ereignete sich am 4. Februar 2025 im Bildungszentrum  Campus Risbergska im schwedischen Örebro. Bei dem Schulmassaker erschoss der 35-jährige Rickard Andersson elf Menschen und verletzte 15 Menschen, bevor er sich selbst erschoss.

## Tathergang
Zwei Wochen nach der Tat gab die schwedische Polizei Details bekannt. Demnach wurde der komplett schwarz gekleidete Andersson um 07:47 Uhr von einer Überwachungskamera im Reisezentrum Örebro (Busbahnhof am Bahnhof) im Innenstadtbereich aufgenommen. Er trug auf dem Rücken einen Gitarrenkasten und führte an den Händen jeweils einen Tragebeutel mit. Um 12:33 Uhr gingen die ersten Notrufe zu Schussabgaben im Bildungszentrum am Stadtrand ein. Um 12:43 wurden eingetroffene Polizeikräfte von ihm beschossen und um 12:45 Uhr erschoss er sich. Bis dahin hatte er 70 Schüsse abgegeben. Bei ihm lagen drei Schusswaffen, 10 leere Magazine und 100 Schuss Munition.
Die Polizei ermittelt wegen Mord, Brandstiftung und Verstoß gegen das Waffengesetz. Sie geht von einem Einzeltäter aus und schließt einen terroristischen Tathintergrund sowie einen Zusammenhang mit Bandenkriminalität aus. Das Tatmotiv ist bisher nicht bekannt.

## Opfer
Die Identifizierungsabteilung der Polizei gab drei Tage nach der Tat die Identität der elf Toten bekannt. Neben dem mutmaßlichen Täter handelt es sich um sieben Frauen (32, 38, 46, 52, 54, 55, 68 Jahre) und drei Männer (28, 31, 48 Jahre). Die Opfer waren alle wohnhaft in der schwedischen Provinz Örebro län. Von den bei der Tat 15 verletzten Menschen wurden sechs im Krankenhaus behandelt, davon fünf auf der Intensivstation. Nach Informationen der schwedischen Fernsehgesellschaft SVT hat die Mehrheit der Opfer einen ausländischen Hintergrund mit Wurzeln in Syrien, Iran, Eritrea und Somalia. Daher gibt es Spekulationen über ein rassistisches Tatmotiv. Zudem veröffentlichte der schwedische Fernsehsender TV 4 den Videomitschnitt eines Schülers, der sich während der Schüsse auf einer Toilette versteckt hatte. Dabei rief der Täter anscheinend „Ihr werdet Europa verlassen!“

## Täter
Noch am Tattag durchsuchte die Polizei eine Wohnung in Örebro, bei der es sich um die Wohnadresse von Rickard Andersson gehandelt haben könnte. Laut dem Sender TV4 war er der Polizei zuvor nicht bekannt. Er hatte 2011 einen Jagdschein gemacht und deswegen eine Waffenerlaubnis für vier Schusswaffen, von denen drei Gewehre am Tatort gefunden wurden.
Nach der Tat berichteten die Medien, dass Rickard Andersson in Örebro geboren wurde und dort aufgewachsen war. Während seines Erwachsenwerdens hatte er psychische Probleme, schloss die Schulausbildung nicht ab, war beschäftigungslos und lebte in den letzten Jahren sozial isoliert. Im Bildungszentrum Campus Risbergska hatte er zuletzt 2021 einen Mathematik-Kursus besucht.

## Reaktionen

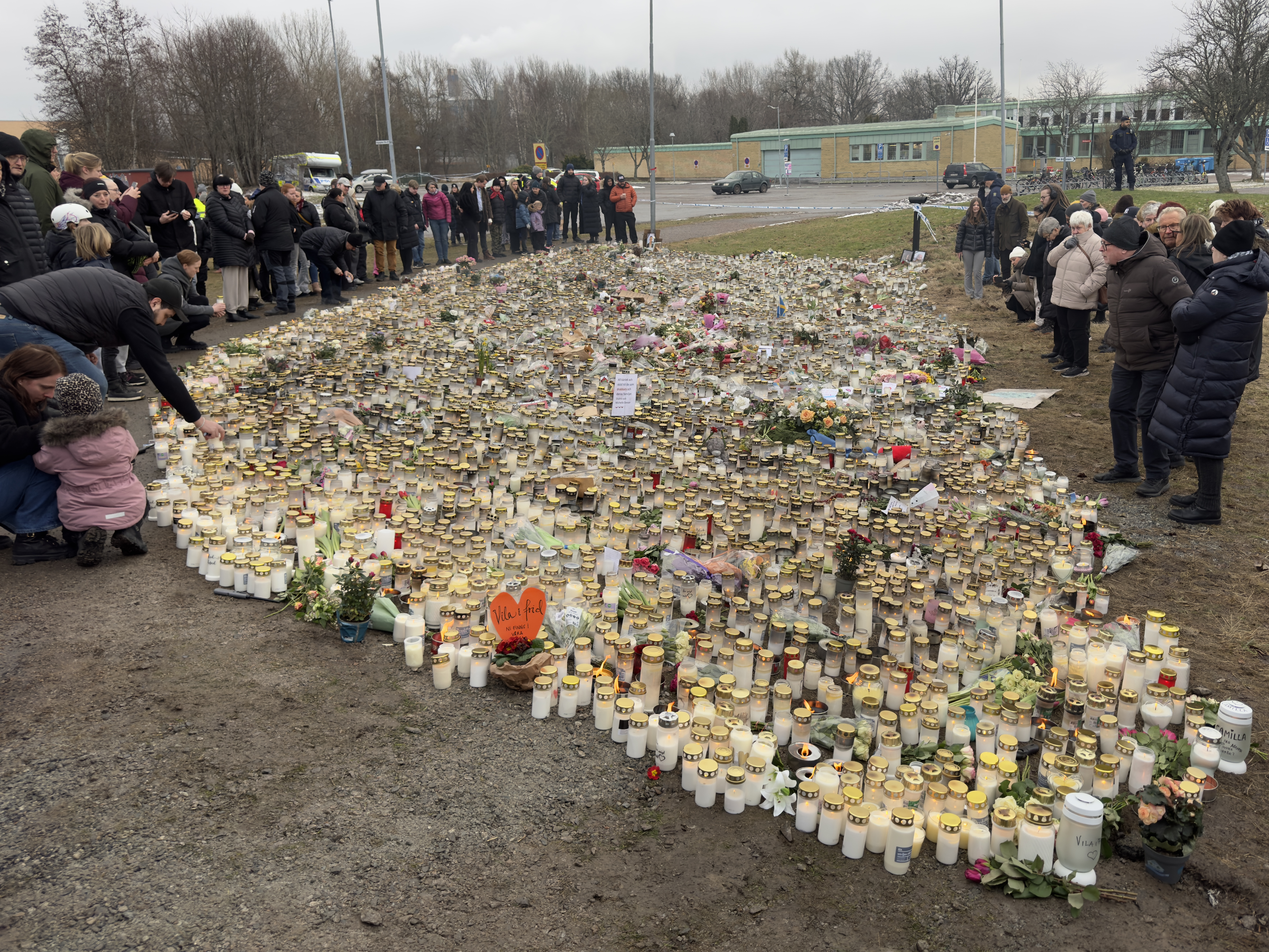
Trauerstelle am Bildungszentrum

Am 5. Februar 2025, dem Tag nach der Tat, fand in der Sankt Nikolai-Kirche in Örebro ein Gedenkgottesdienst statt, an dem das schwedische Königspaar, Regierungsvertreter und die Öffentlichkeit teilnahmen.
Ministerpräsident Ulf Kristersson sagte, dass der Amoklauf „der schlimmste Massenmord in der schwedischen Geschichte“ sei. Als Reaktion auf die Tat kündigte die schwedische Regierung in einer Regierungserklärung an, das Waffenrecht zu verschärfen. Dabei sollen der Zugang zu halbautomatischen Waffen begrenzt und die Regeln für die Überprüfung von Waffenbesitzern überarbeitet werden.
Am 11. Februar 2025, eine Woche nach der Tat, gab es in Schweden eine Trauerbeflaggung und um 12 Uhr fand landesweit eine Schweigeminute zum Gedenken an die Getöteten statt. In Örebro kamen in der Innenstadt mehrere tausend Menschen, darunter Ministerpräsident Ulf Kristersson, zu einer Gedenkveranstaltung zusammen.